# Nelson Davidjan
Nelson Davidjan (* 6. dubna 1950 Çartar – 11. září 2016 Kyjev) je bývalý sovětský, ruský a ukrajinský zápasník – klasik arménské národnosti, stříbrný olympijský medailista z roku 1976.

## Sportovní kariéra
Pochází z Náhorního Karabachu z obce Çartar. V osmi letech se s rodinou přestěhoval do čečenského Groznyj. Zápasení se věnoval od útleho dětství. Na řecko-římský styl se specializoval ve 14 letech v Grozném pod vedením Igora Kondrackého. V roce 1970 debutoval na mezinárodní scéně, když vybojoval ve váze do 57 kg šesté místo na mistrovství Evropy. V roce 1972 neuspěl v sovětské olympijské nominaci na olympijské hry v Mnichově na úkor Rustema Kazakova.
Od roku 1973 se s trenérem Kondrackým přesunul do ukrajinského Kyjeva. V sovětské reprezentaci byl ve váze do 62 kg zpočátku reprezentační dvojkou za Anatolijem Kavkajevem. V roce 1974 na mistrovství světa v Katovicích na poslední chvíli v reprezentaci nahradil zraněného Šamila Chisametdinova ve váze do 68 kg a vybojoval titul mistra světa. V roce 1975 titul mistra světa obhájil již ve své váze do 62 kg, ve které v roce 1976 potvrdil nominaci na olympijské hry v Montréalu. V olympijském turnaji potvrzoval od úvodního kola roli favorita na vítězství. V pátém kole však zaváhal s Maďarem László Réczim a po prohře 2:4 na technické body přišel o první tři klasifikační body. V šestém kole porazil do té doby neporaženého Poláka Kazimierze Lipieně 10:6 na technické body. Před sedmým kolem byl až třetí vzadu za vedoucím Réczim a Lipieněm. V sedmém kole deklasoval Japonce Teruhika Mijaharu 20:4 na technické body a ke zlaté medaili potřeboval výhru Lipieně nad Réczim v poměru 3:1 na klasifikační body. Maďar Réczi však v sedmém kole s Lipieněm propadl. Prohrál výrazným bodovým rozdílem 4:13 a skončil třetí. Polák výrazným vítězstvím v posledním kole získal zlatou olympijskou medaili, on bral stříbro.
V roce 1977 se mu výsledkově nedařilo a od roku 1978 dostával ve váze do 62 kg přednost rostovský Boris Kramarenko. V roce 1980 prohrál jako úřadující mistr Evropy s Kramrenkem nominaci na domácí olympijské hry v Moskvě. Sportovní kariéru ukončil v roce 1981, poté se věnoval trenérské práci. V 90. letech a v letech 2006 až 2009 byl trenérem klasiků ukrajinské reprezentace. Zemřel v roce 2016.

## Výsledky
| Turnaj             | 1970 | 1971 | 1972 | 1973 | 1974 | 1975 | 1976 | 1977 | 1978 | 1979 | 1980 |
| Turnaj             | 20   | 21   | 22   | 23   | 24   | 25   | 26   | 27   | 28   | 29   | 30   |
| Turnaj             | -57  | -57  | -57  | -62  | -68  | -62  | -62  | -62  | -62  | -62  | -62  |
| ------------------ | ---- | ---- | ---- | ---- | ---- | ---- | ---- | ---- | ---- | ---- | ---- |
| Olympijské hry     |      |      | —    |      |      |      | 2.   |      |      |      | —    |
| Mistrovství světa  | —    | —    |      | —    | 1.   | 1.   |      | 4.   | —    | —    |      |
| Mistrovství Evropy | úč.  |      | —    | 1.   | —    | —    | —    | 2.   | —    | —    | 1.   |